# McElhattan
McElhattan es un lugar designado por el censo ubicado en el condado de Clinton en el estado estadounidense de Pensilvania. En el año 2010 tenía una población de 598 habitantes.

## Geografía
McElhattan se encuentra ubicado en las coordenadas 41°9′36″N 77°21′45″O / 41.16000, -77.36250.. Según la Oficina del Censo de los Estados Unidos, McElhattan tiene una superficie total de 1,43 mi² (3,7 km²), de la cual 1,34 mi² (3,5 km²) corresponden a tierra firme y 0,09 mi² (0,2 km²) es agua.